# Ciudad Constitución
Ciudad Constitución – meksykańskie miasto położone na Półwyspie Kalifornijskim w stanie Kalifornia Dolna Południowa. Jest siedzibą władz gminy Comondú. Miasto leży mniej więcej w połowie stanu w odległości 147 km na południe od Loreto i 211 km na północ od stolicy stanu La Paz. Jest czwartym pod względem wielkości miastem w stanie. Ciudad Constitución jest miejscem wypadowym do Zatoki Magdaleny miejsca obserwacji wielorybów szarych w czasie ich sezonowych migracji. W mieście znajduje się port lotniczy Ciudad Constitución